# Obóz w Drancy

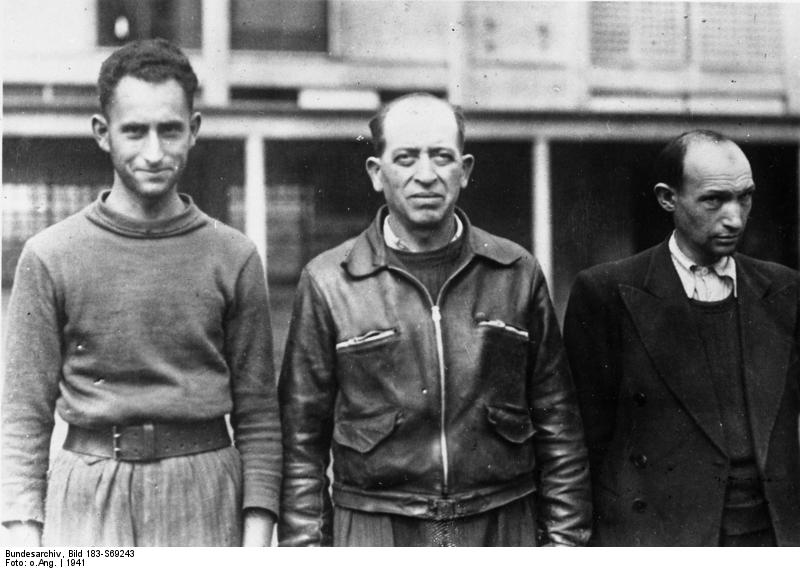
Żydzi uwięzieni w Drancy, fotografia z archiwów niemieckich

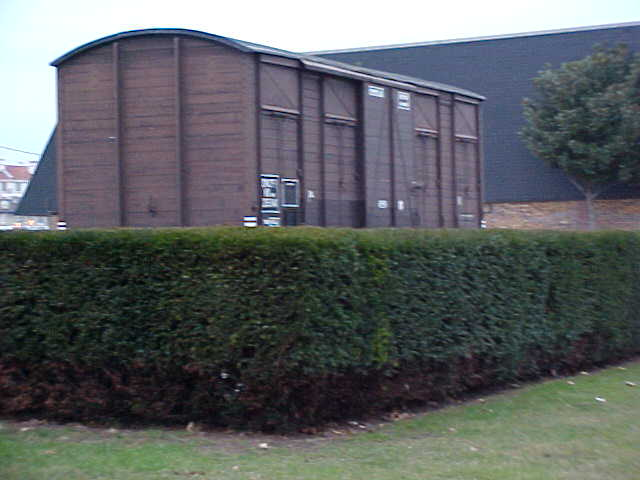
Wagon z transportu wywożącego Żydów z Drancy, tzw. „Wagon Świadek”

Obóz internowania w Drancy (fr. Camp d'internement de Drancy) – niemiecki obóz przeznaczony dla Żydów z Francji i innych krajów Europy Zachodniej, w którym oczekiwali oni na transport do obozów zagłady poza Francją, głównie do Auschwitz-Birkenau. Funkcjonował od sierpnia 1941 do sierpnia 1944.

## Historia

### Powstanie obozu
Obóz w Drancy został zaplanowany jako część sieci miejsc odosobnienia przeznaczonych dla byłych uczestników wojny domowej w Hiszpanii po stronie republikańskiej, którzy przekroczyli granicę francuską po zwycięstwie frankistów i byli podejrzewani o szpiegostwo. Zabudowania obozowe umieszczone zostały w nowej dzielnicy Drancy, w modernistycznym osiedlu bloków mieszkalnych Cité de la Muette, w obiektach zaprojektowanych przez architektów M. Lodsa i E. Beaudouina, pierwotnie przeznaczonych do kwaterowania robotników i zbudowanych w 1934. Na potrzeby więźniów przeznaczono czteropiętrowy gmach na planie podkowy, o szerokości 40 metrów i długości 200.
Obiekt był jeszcze niewykończony, kiedy został przejęty przez hitlerowców po inwazji na Francję. W obiekcie rozlokowano jeńców francuskich, w dalszym okresie istnienia obozu również jeńców greckich i jugosłowiańskich, a także brytyjskich. Od jesieni 1941 budynek obozowy został częściowo przekazany na koszary Wehrmachtu, jednak szybko wrócił do pierwotnego przeznaczenia. Drancy miało odegrać ważną rolę w planowanej sieci obozów przejściowych dla Żydów wywożonych do obozów zagłady – poza obozem w Drancy utworzono również podobne obiekty w Royallieu, Pithiviers i w Beaune-la-Rolande, jak również postanowiono wykorzystać wzniesiony za rządu Daladiera obóz w Gurs.

### Obóz przejściowy dla Żydów
Obóz w Drancy przyjął pierwszy wielki transport francuskich Żydów po serii ich masowych zatrzymań w Paryżu i okolicach, w tym po obławie Vel'd’Hiv. W Drancy znalazło się wówczas kilkanaście tysięcy mężczyzn pochodzenia żydowskiego w wieku od 18 do 50 lat. Warunki przebywania w obozie zostały wówczas celowo zaostrzone w porównaniu z tymi, w jakich żyli jeńcy wojenni. Ograniczono racje żywnościowe dla osadzonych, nie zrobiono nic, by zapobiec epidemii dyzenterii, miały miejsce częste przypadki bicia i upokarzania więźniów. W listopadzie 1941 miało miejsce jedyne masowe zwolnienie z obozu – 800 Żydów w wieku poniżej 18 lat otrzymało możliwość powrotu do domów. 
Począwszy od 1942 z obozu wyruszały transporty Żydów kierowanych do Auschwitz-Birkenau (58 transportów), Sobiboru (4 transporty), Kowna i Tallinna (po jednym transporcie). Pociągi wiozące wywożonych ruszały z dworców w Bobigny lub Bourget. Szacuje się, że 9 z 10 Żydów francuskich-ofiar nazizmu było przed deportacją przynajmniej czasowo przetrzymywanych w obozie w Drancy, który zyskał z tego powodu miano „przedpokoju śmierci”. Łącznie w ponad 60 konwojach z Drancy wyjechało 67 tys. Żydów, z czego niecałe 3% przeżyło wojnę. Z tego obozu wybierano również zakładników, rozstrzeliwanych w odwecie za udane akcje ruchu oporu. Kilkuset więźniów było zmuszanych do pracy w fabrykach w Paryżu. 
W czasie istnienia obozu w Drancy na jego czele stali kolejno Theodor Dannecker (do lipca 1942), Heinz Röthke (do czerwca 1943) i Alois Brunner (do wyzwolenia). Szczególnie Dannecker miał opinię sadysty, który celowo wywoływał w obozie klęski głodu i uniemożliwił prowadzenie jakiegokolwiek życia kulturalnego, które było możliwe w innych obozach.

### Po wojnie
Podobnie jak obóz w Gurs, obóz w Drancy został po wojnie zamieniony w miejsce odosobnienia dla byłych kolaborantów. Przebywało w nim kilkaset osób związanych z francuską nauką i kulturą podejrzanych o czynną współpracę z hitlerowcami. Obóz został ostatecznie zamknięty w 1946, tworzące go budynki – przebudowane i ponownie zaadaptowane na tanie mieszkania robotnicze. Pełnią tę funkcję do dziś. 
W marcu 1947 przed francuskim Sądem Najwyższym była rozpatrywana skarga wniesiona przez 51 byłych więźniów Drancy, którzy uciekli z ostatniego transportu do Auschwitz. Oskarżyli oni 15 francuskich żandarmów zatrudnionych w obozie o szczególną brutalność. Sąd, chociaż przyjął skargę, nie zastosował w żadnym wypadku aresztowania, co pozwoliło trójce podejrzanych uciec. Pozostali twierdzili, że ich zachowanie było jedynie rezultatem wykonywania rozkazów. Ostatecznie sąd uznał wszystkich za winnych, jednak skazał tylko dwóch, uznając, iż pozostali zrehabilitowali się poprzez udział w ruchu oporu. Również dwa wydane wyroki zostały uchylone przez prezydenta drogą ułaskawienia.

## Pamięć o obozie
W 1976 na terenie dawnego obozu został wzniesiony pomnik ofiar Drancy według projektu Szlomo Selingera, zaś od 1989 funkcjonuje stowarzyszenie zajmujące się upamiętnianiem wydarzeń związanych z obozem w Drancy. W 2001 cały kompleks zabudowań mieszkalnych la Muette został uznany za „zabytkowy obszar chroniony”. Drancy jest jedynym miejscem we Francji, które instytut Jad Waszem umieścił na liście najważniejszych miejsc związanych z eksterminacją Żydów.